# Randia tessmannii
Randia tessmannii är en måreväxtart som beskrevs av Paul Carpenter Standley. Randia tessmannii ingår i släktet Randia och familjen måreväxter. Inga underarter finns listade i Catalogue of Life.